# Pressure Machine
Pressure Machine —en español «Máquina de presión»— es el séptimo álbum de estudio de la banda de rock estadounidense, The Killers. Fue publicado el 13 de agosto de 2021 a través del sello discográfico Island Records. El álbum presenta el regreso del guitarrista Dave Keuning al estudio con la banda, luego de su ausencia en el álbum anterior Imploding the Mirage, mientras que el papel del bajista Mark Stoermer se reduce debido a las dificultades causadas por la pandemia de COVID-19 durante la grabación. Jonathan Rado y Shawn Everett regresan para producir el álbum.
Pressure Machine es un álbum conceptual basado en la infancia del cantante principal Brandon Flowers en Nephi, Utah. El álbum incluye colaboraciones invitadas de músicos como Phoebe Bridgers en el tema "Runaway Horses". Las influencias líricas incluyen The Pastures of Heaven de John Steinbeck y Winesburg, Ohio de Sherwood Anderson.

## Lista de canciones
Todas las canciones producidas por Brandon Flowers y Jonathan Rado, excepto donde se indica.

| N.º | Título                                 | Producer(s) | Duración |  |
| 1.  | «West Hills»                           |             | 5:42     |  |
| 2.  | «Quiet Town»                           |             | 4:45     |  |
| 3.  | «Terrible Thing»                       |             | 3:52     |  |
| 4.  | «Cody»                                 |             | 3:50     |  |
| 5.  | «Sleepwalker»                          |             | 4:27     |  |
| 6.  | «Runaway Horses» (con Phoebe Bridgers) |             | 3:54     |  |
| 7.  | «In the Car Outside»                   |             | 5:28     |  |
| 8.  | «In Another Life»                      |             | 3:45     |  |
| 9.  | «Desperate Things»                     |             | 5:16     |  |
| 10. | «Pressure Machine»                     |             | 5:09     |  |
| 11. | «The Getting By»                       |             | 5:09     |  |